# Uroš Zupan
Uroš Zupan, slovenski pesnik, esejist in prevajalec, * 25. avgust 1963, Trbovlje.
Po končani srednji šoli, ki jo je obiskoval v rodnem kraju, je odšel na študij v Ljubljano. Tam je uspešno zaključil študij primerjalne književnosti in sociologije kulture na Filozofski fakulteti. Ljubezen do svoje izvoljenke ga je zadržala v Ljubljani, kjer vse od zaključenega študija dela kot svobodni književnik in prevajalec iz angleškega, hrvaškega in srbskega jezika. 

## Literarna dela in pomen
Izdal je devet pesniških zbirk - Sutre (1991, reprint 2002, 2003), Reka (1993), Odpiranje delte (1995), Nasledstvo (1998), Drevo in vrabec (1999), Nafta (2002), Jesensko listje (2006), Copati za hojo po Kitajski (2008) in Psica in poletje (2022)  - ter zbirke esejev Svetloba znotraj pomaranče (1996), Pesem ostaja ista (2000), Pešec (2003), Čitanka Panini (2007), Znamenja v kroženju (2022) in Strašen Kitajec (2023).  V knjižni obliki je izšel še prevod pesmi Yehude Amichaija, sodeloval pa je tudi pri prevajanju več ameriških pesnikov. Redno objavlja v številni literarni in časopisni periodiki. Kot urednik za poezijo deluje v okviru revije Literatura. Tam deluje tudi kot mentor pesniških delavnic.
Njegova dela so prevajana v številne evropske jezike. Za svoje delo je prejel mnogo literarnih nagrad. Med vidnejšimi sta nagrada Prešernovega sklada v letu 1996 ter nagrada sklada Huberta Burde, ki jo je prejel med prvimi nagrajenci v letu 1999. Leta 2019 je prejel vseslovensko književno nagrado velenjica-čaša nesmrtnosti, 2022 Rožančevo nagrado za esejistiko ter številne tuje nagrade: Majska rukovanja (Titograd, Jugoslavija, 1990), Hermann-Lenz-Preis (Langenburg, Nemčija, 1999), Premio della VI Edizione del Festival Internazionale di Poesia (Genova, Italija, 2000) in nagrado Wysłave Szymborske (Krakov, Poljska, 2016).

## Značilnosti pesniškega opusa
Zupanovo pesništvo je bilo v začetku devetdesetih let sprejeto kot prelomno zaradi navezav na Ameriko in zlasti zaradi »dehermetizacije« jezika, to je, zaradi večjega poudarka na nemetaforični, v najširšem smislu metonimični govorici, ki se po mnenju Borisa Paternuja vse odločneje uveljavlja v poeziji osemdesetih in devetdesetih let, po vrhuncu slovenskega literarnega modernizma. V Reki in Odpiranju delte je znatnejši delež pridobil tudi hermetičnejši metaforičen jezik, vendar je osnovna značilnost Zupanove poezije, vsaj deloma pod vplivom novejše ameriške poezije in še zlasti pod vplivom nekaterih njenih pesnikov (npr. William Carlos Williams), vseskozi ostajal prepoznaven enostaven jezik in večinoma dolg verz. Poleg ameriških pesnikov je v njegovem horizontu in poeziji zaznaven vpliv Czesława Miłosza, Cesareja Paveseja in nekaterih mlajših poljskih pesnikov (npr. Marcina Świetlickega). Zaradi tega njegova poezija nenehno niha med neorealizmom, postsimbolizmom, intimizmom, še zlasti pa ostankom novoromantičnega subjektivizma.
V Zupanovih pesmih močno vlogo igrata motiv in tema spomina, ki sta povezana z naivno, a močno nostalgijo po kraju otroštva. Medtem ko Jesensko listje velja za enega najizrazitejših primerov uporabe motiva rojstva in očetovstva v slovenski poeziji, pa Nafta velja za prvi primer značilne »zupanovske« ironije oziroma komike. Matevž Kos o njej ugotavlja, da združuje visoko in nizko; Alenka Jovanovski, ki ugotavlja, da od Nafte naprej Zupanova poezija pretežno niha med nostalgičnim spominom in ironijo, pa vsaj v nekaterih pesmih zaznava tudi groteskne elemente. Marcello Potocco je Zupanovo ironijo oziroma njene groteskne elemente označil kot strategijo, s katero pesniški subjekt sklepa navidezno zavezništvo z bralcem, zato da se vzpostavi kot pesniško večvredni, vsemogoči lirski subjekt. V tem smislu se Zupanova ironija izkazuje kot novoromantična ironija.

### Pesniške zbirke
- Sutre (1991; 3. ponatis, Ljubljana: LUD Šerpa, 2003)
- Reka (1993)
- Odpiranje delte (1995)
- Nasledstvo (1998)
- Drevo in vrabec (1999)
- Nafta (Cankarjeva založba, 2002)
- Lokomotive (Beletrina, 2004)
- Jesensko listje (Ljubljana: LUD Literatura, 2006)
- Copati za hojo po Kitajski (Ljubljana: LUD Literatura, 2008)
- Oblika raja (2011)
- Počasna plovba (2014)
- Avtomobilski bluz (2016)
- S prsti premikamo topel zrak (2018)
- Sanjska knjiga (2020)
- Psica in poletje (2022)
- Skrivnostna podloga (2025)

### Eseji
- Svetloba znotraj pomaranče (1996)
- Pesem ostaja ista (2000)
- Pešec (2003)
- Čitanka Panini (2007)
- Rilke proti Novim fosilom (2009)
- Visoko poletje na provincialnih bazenih (2011)
- Opičje žleze, telefoni in nesmrtnost (2013)
- Sto romanov in nekaj komadov (2014)
- Sedeti v temi (2017)
- Ene in drugi (2018)
- Arheologija sedanjosti (2020)
- Znamenja v kroženju (2022, zbirka esejev o osebno formativnih znamenjih ob srečevanju s 15 slovenskimi pesniki)
- Strašen Kitajec (2023)
- Piškoti s sporočilom (2024)
- Dnevnik 1992-1993 (dokumentarna literatura, 2025)

### Prevodi
- Jehuda Amihaj: Ura milosti (1999)
- Billy Collins: Kidanje snega z Budo (2010)
- Aleksandar Ristović: Obiranje jabolk (2016)
- Abdulah Sidran: Zakaj tonejo Benetke (2017)